# Аспаррена
Аспаррена (баск. Asparrena (офіційна назва), ісп. Aspárrena) — муніципалітет в Іспанії, у складі автономної спільноти Країна Басків, у провінції Алава. Населення — 1644 осіб (2009).
Муніципалітет розташований на відстані близько 300 км на північ від Мадрида, 29 км на схід від Віторії.
На території муніципалітету розташовані такі населені пункти: Арая (адміністративний центр), Альбеніс/Альбейс, Амецага-Аспаррена, Андойн, Арріола, Егіно, Гордоа, Ібаргурен, Ілардуя, Урабайн.

## Демографія
Динаміка населення (INE ):

## Галерея зображень

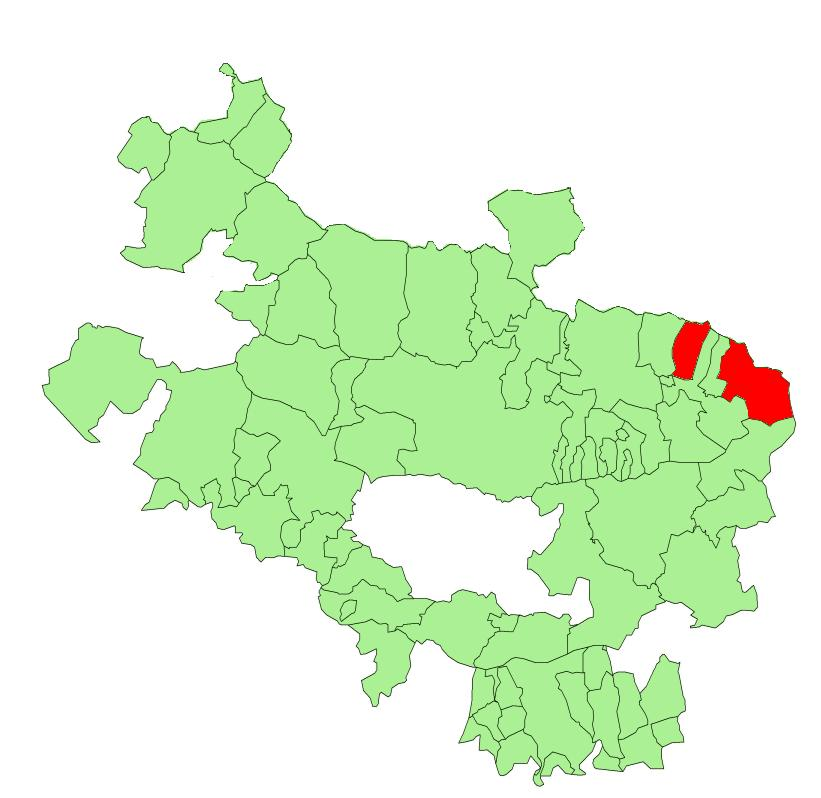
Розташування муніципалітету
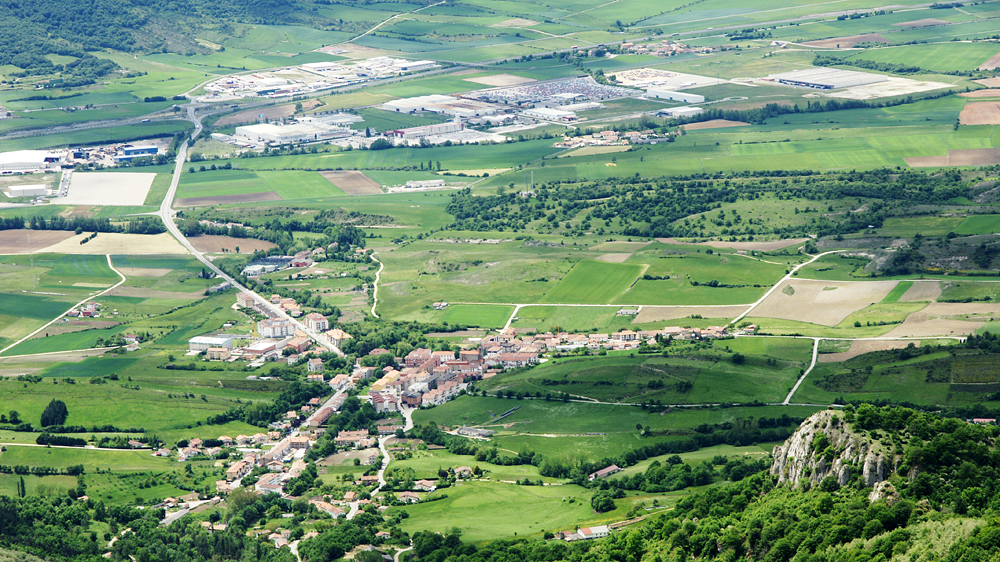
Арая
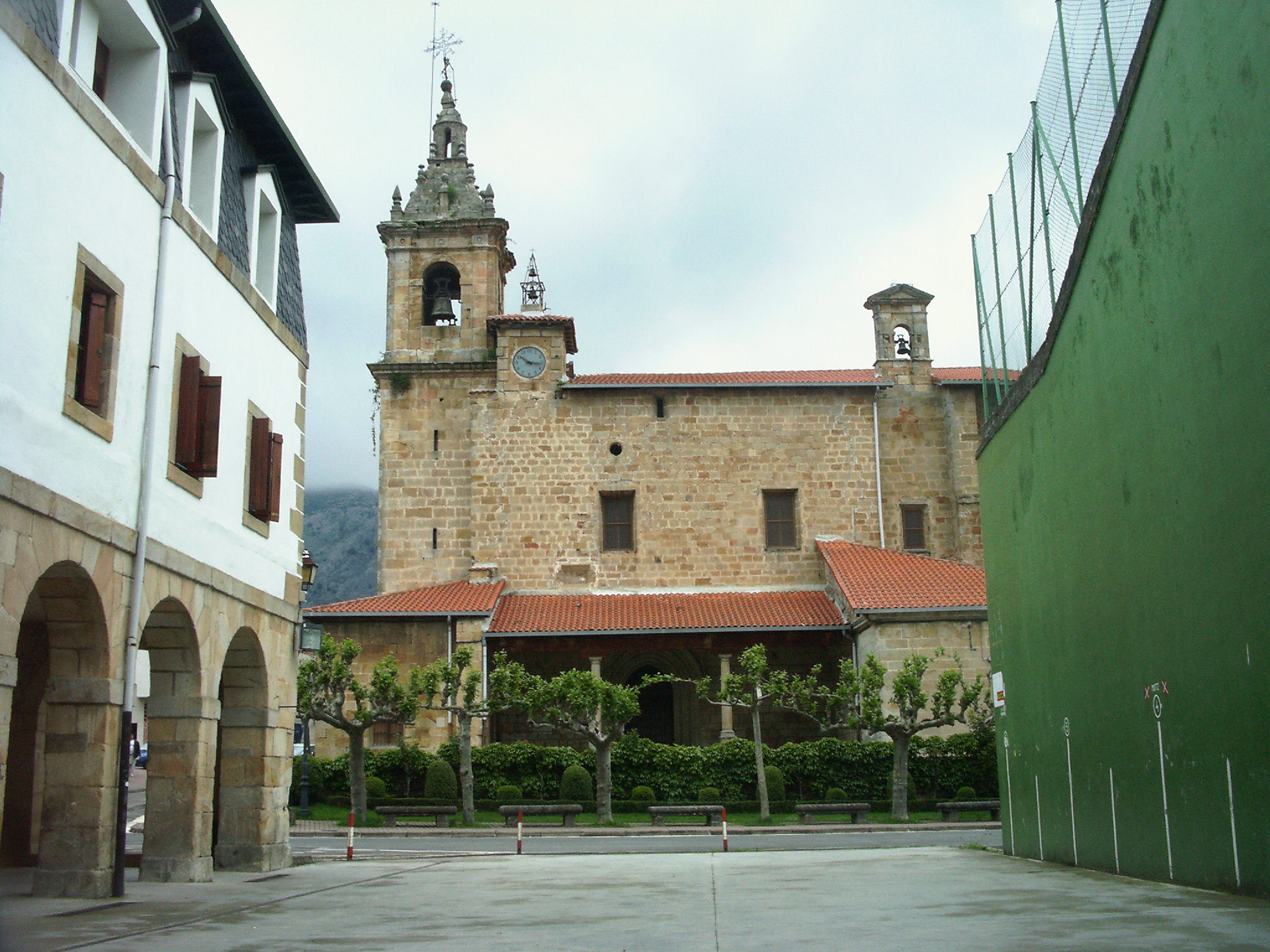
Церква у Араї